# Fragaria moupinensis
Fragaria moupinensis es una especie de plantas del género Fragaria nativa de china.

## Descripción
Es una planta herbácea perenne de unos 5-15 cm de altura.  Presenta una roseta basal de donde surgen las hojas, que pueden tener entre 3 a 5 foliolos aovados o elípticos con peciolos cortos o sesiles, haz de color blanco seroso y envés velloso, los bordes son profundamente serrados. La inflorescencia es un corimbo compuesto de 1 a 4 flores de color blanco, con cinco pétalos, cinco sépalos y de veinte a treinta y cuatro estambres amarillos con alto contenido en polen; las flores son hermafroditas, colocándose las femeninas más altas que las masculinas para prevenir la autopolinización. Los frutos son aquenios ovoides algo rugosos.

Florece de mayo a julio y fructifica entre junio y julio.
Esta especie es tetraploide, con 4 pares de cromosomas de un total de 28.

## Distribución y hábitat
Especie nativa de China, en las provincias de Gansu, Shaanxi, Sichuan, Xizang, Yunnany, crece a altitudes de 1400 hasta 4000 m s. n. m., en bosques, prados y laderas montañosas. Prefiere suelos húmedos, bien drenados, ricos en nutrientes y en humus; requiere algo de sol pero no en exceso.